# Typhlocoelum cucumerinum
Typhlocoelum cucumerinum är en plattmaskart. Typhlocoelum cucumerinum ingår i släktet Typhlocoelum och familjen Cyclocoelidae. Inga underarter finns listade i Catalogue of Life.